# Roeselia pallidiceps
Roeselia pallidiceps är en fjärilsart som beskrevs av George Francis Hampson 1901. Roeselia pallidiceps ingår i släktet Roeselia och familjen trågspinnare. Inga underarter finns listade.